# 雅睿塔爾
雅睿塔爾 Aratar，昆雅語，意思是「崇高又尊貴的」，阿爾達的維拉。雅睿塔爾一共有八位，每個雅睿塔爾負責掌管阿爾達生活某一屬性，譬如工藝和採礦或農業成長。
- 雅睿塔爾
  - 曼威　大氣之神
  - 瓦爾妲　星辰之后
  - 烏歐牟　眾水之主
  - 雅凡娜　百果之后
  - 奧力　大地之神
  - 曼督斯　冥府監督
  - 妮娜　悲哀女神
  - 歐羅米　狩獵之神